# NGC 5108
NGC 5108 ist eine Balken-Spiralgalaxie vom Hubble-Typ SBbc im Sternbild Zentaur am Südsternhimmel. Sie ist schätzungsweise 378 Millionen Lichtjahre von der Milchstraße entfernt und hat einen Durchmesser von etwa 140.000 Lichtjahren.
Im selben Himmelsareal befindet sich u. a. die Galaxie NGC 5114.
Das Objekt wurde am 3. Juni 1836 vom britischen Astronomen John Herschel mit einem 18-Zoll-Spiegelteleskop entdeckt,  der dabei „extremely extremely faint. The preceding of 2“ notierte. Das zweite genannte Objekt ist NGC 5114.